# Emmanuel Cocke
 (octobre 2023).
Pour les articles homonymes, voir Cocke.
Emmanuel Cocke, né à Nantes le 19 mai 1945 et mort à Pondichéry le 19 septembre 1973, est un romancier, cinéaste, journaliste et critique de cinéma québécois d'origine française, fortement associé à la contre-culture québécoise des années 1960 et 1970. Il est l'auteur de cinq romans publiés aux Éditions du Jour, aux Éditions de l'Heure et aux Éditions Guérin.

## Biographie
Né d'un père professeur de philosophie d'origine américaine et d'une mère médecin, il n'est âgé que de deux ans lorsque sa mère se suicide, le laissant aux soins de sa grand-mère paternelle. Il apposera à sa deuxième parution romanesque, L'emmanuscrit de la mère morte, la dédicace « À ma mère, suicidée ».
Cocke baigne très tôt dans la littérature et le cinéma. En juillet 1961, après avoir été choisi par ses camarades et professeurs, il obtient la Bourse Zellidja, décernée par le ministère de l'Éducation nationale. Il séjourne trois mois sur le territoire d'Israël et travaille au kibboutz de Revivim, où il fait ses premières armes de journaliste dans L'Information d'Israël.
De 1962 à 1965, il travaille sur plusieurs films à petits et moyens budgets et joue également au Théâtre National Populaire (TNP). Son court-métrage Musika, qu'il signe en 1965 et pour lequel il obtient une musique originale de Michel Legrand, lui vaudra d'ailleurs des éloges dans quelques publications québécoises, dont Écho Vedette et Sept Jours, lorsqu'il prendra l'affiche l'année suivante au cinéma Élysée, en première partie du film de Jean-Luc Godard Masculin Féminin.
Il émigre au Canada le 18 décembre 1965 et s'établit à Montréal.
En 1967, sa pièce Madame sauce-y-était est jouée au Théâtre Petit Champlain à Québec et met en vedette Raymond Bouchard et Ginette Letondal. Cocke anime des récitals de poésie accompagné d’un trio jazz à Expo 67, où il invite entre autres Claude Gauvreau, Claude Péloquin et Raôul Duguay, lequel rencontre le compositeur Walter Boudreau avec qui il fonde L’Infonie.
En 1970, les manuscrits de ses deux premiers romans, Va voir au ciel si j'y suis et L'emmanuscrit de la mère morte sont respectivement finalistes au Prix du Cercle du Livre de France et au Prix Jean Béraud. À la suite de la parution de Va voir au ciel si j'y suis, premier roman fort bien accueilli par la critique, il publie L'emmanuscrit de la mère morte. Ces deux romans sont publiés aux éditions du Jour.
Au cours de l'année 1972, Cocke est boursier du Conseil des Arts du Canada pour la création du roman Québeclove Superstory, satire du show-biz québécois, roman polémique et cinématographique qui ne sera finalement jamais publié ou porté à l'écran.
Il termine en 1973 l'écriture du roman policier, Sexe pour sang, qui sera publié de manière posthume aux Éditions Guérin, dans la collection « Le Cadavre exquis », sous la direction de l'auteur québécois Louis Geoffroy.
En juin 1973, Emmanuel Cocke fait paraître Louve Storée aux Éditions Vert-Blanc-Rouge/Éditions de l'Heure. Quelques jours après le lancement du roman, il part pour l'Inde en raison d'un séjour de quatre mois à Pondichéry, grâce à une seconde Bourse du Conseil des Arts du Canada, dans le but de tourner un documentaire sur l'ashram d'Auroville et d'y achever l'écriture d'un roman.
Le 16 septembre, célébrant son départ en compagnie d'amis sur une plage du Golfe du Bengale, Cocke s’aventure dans l’eau, mais ne connaissant aucune des langues indiennes locales, ce dernier ignore l’avertissement écrit se trouvant au bord de la plage et servant à décourager les baigneurs de s’aventurer dans les eaux environnantes. Alors qu’il nage au large, il se retrouve prisonnier d’une lame de fond qui le précipite violemment contre un banc de sable. Sous la puissance de l’impact, il se fracture deux vertèbres et reste paralysé et prisonnier du cours d'eau, le laissant dériver et ingurgiter l'eau du golfe. Transporté d'urgence en ambulance à l'hôpital Jipmer, Cocke y séjourne quarante-cinq heures. Mis sous observation mais n'ayant reçu aucun lavement d'estomac après avoir avalé des quantités considérables de sable et d'algues, il succombe à un œdème pulmonaire le 19 septembre à l'âge de 28 ans.

## Œuvres

### Romans
- Va voir au ciel si j'y suis (1971)
- L'Emmanuscrit de la mère morte (1972)
- Louve storée (1973)
- Sexe-Fiction (1973)
- Sexe pour sang (1974, posthume)
- L'Exquis Cadavre [collection d'inédits] (2013, posthume)
- Va voir au ciel si j'y suis - L'Emmanuscrit de la mère morte (2013, posthume)
- Louve storée - Sexe-Fiction - Sexe pour sang (2013, posthume)

### Biographie
C'est complet au royaume des morts : Emmanuel Cocke, le cascadeur de l'esprit de Ralph Elawani (2014)